# Gravats de cal Diumenge
Els gravats de cal Diumenge són un jaciment arqueològic andorrà situat a la parròquia d'Escaldes-Engordany. El constitueixen uns gravats rupestres situats a la urbanització de Can Diumenge, al vessant del pic de Padern i pertanyent al veïnatge dels Vilars d’Engordany. Van ser declarats Bé d’Interès Cultural (BIC) per mitjà de la Llei 9/2003, del 12 de juny, del patrimoni cultural d’Andorra.

## Descripció
Els gravats són escassos i foren tallats amb una incisió profunda sobre els esquistos, sense que se n’hagi determinat la datació. Nogensmenys, sembla que podrien haver estat obra dels ceretans o andosins, els pobles de pastors seminòmades que van habitar aquest indret del Pirineu i que van acabar posteriorment romanitzats. Les seves formes són únicament d’estil fusiforme i es caracteritzen per la seva geometria triangular i reticular, abstracta amb línies i traços paral·lels i sempre seccionades en forma de V. En aquest sentit, comparteixen el tret distintiu de l'estil fusiforme amb els conjunts de gravats de l’Arenal del Tadora i el Coll de Jou, mentre que als de Lloser de Vila i Pui de la Massana (ocults sota actuacions urbanístiques) hi destaca la profusió del gravat en fletxa.